# 응우옌푹홍바오
응우옌푹홍바오(베트남어: Nguyễn Phúc Hồng Bảo / 阮福洪保 완복홍보, 1825년 4월 29일 ~ 1854년)는 응우옌 왕조의 황족이다. 티에우찌 황제의 첫째 아들로, 생모는 귀빈(貴嬪) 딘티하인(丁氏幸)이다.

## 생애
민망 21년(1840년), 민망 황제의 장손 신분으로서 안풍정후(베트남어: An Phong Đình Hầu / 安豐亭侯)에 봉해졌다.
티에우찌 3년(1843년), 안풍공(베트남어: An Phong Công / 安豐公)으로 진봉되었다.
응우옌 왕조의 관찬 정사(正史) 기록에 따르면, 그는 황장자(皇長子)였음에도 불구하고 행동이 방탕하고 배우지 않으며 재주도 없었으므로 티에우찌는 그를 매우 싫어하였다. 반면 홍바오의 이복동생인 황차자(皇次子) 응우옌푹홍념(이후의 뜨득 황제)은 총명하고 박학하였으므로 티에우찌는 임종 전에 그에게 황위를 물려주기로 결정하였다. 티에우찌는 쯔엉당꾸에, 부반자이, 응우옌찌프엉, 럼주이히엡 4인을 보정대신(輔政大臣)으로 임명하여 홍념을 보좌하게 하였다. 그런데 티에우찌가 무엇 때문에 장자 계승의 제도를 따르지 않았는지는 여전히 알 수 없다. 역사학자 팜반선은 당시 서양의 선교사들이 주장한 쯔엉당꾸에가 홍바오와 사이가 좋지 않았으며, 반면 홍념과는 친밀하였으므로 음모를 꾸며 홍념으로 하여금 황위를 계승하게 했다는 설을 제시하였다. 심지어는 뜨득이 사실 쯔엉당꾸에와 가유태후(慈裕太后) 사이에서 태어난 사생아였다는 주장도 있는데, 이를 증명할 사료는 존재하지 않는다.
홍바오는 황위를 잃게 되자 항상 분노하고 불평하였다. 그는 스스로가 적법한 황위 계승자라고 여겼으며, 줄곧 황위를 탈환하려고 하였다. 후에에 있던 펠르랭(Pellerin) 주교는 1848년 11월 26일에 작성한 서신 중에서 홍바오가 계속 황위를 탈환하려고 하고 있으며, 선교사들에게 만약 자신이 황제가 된다면 천주교를 자유롭게 표교할 권리를 줄 것이며, 심지어는 베트남을 천주교 국가로 만들 수도 있다고 말했다고 한다. 이에 대해 펠르랭 주교는 선교사들에게 어떠한 정치적 문제에도 개입하지 말 것을 요구하였다.
서양 선교사들의 지지를 얻지 못하게 되자 홍바오는 즉시 방향을 바꾸어 외국 세력의 지지를 구하였다. 1851년 정월, 홍바오는 싱가포르로 도망쳐서 영국인들의 도움을 받으려고 했으나 체포되었다. 홍바오는 자살을 기도하였지만 부하들이 그만두게 말렸다. 이에 홍바오는 상복을 입고 머리를 풀어 헤친 뒤 두 아들을 데리고 궁전 가운데로 가서 통곡하며 뜨득에게 관용과 용서를 구했다. L. 카디에르(L. Cadière)의 설명에 따르면 홍바오는 자신이 외국인들과 결탁하려고 시도한 적이 없으며, 그렇게 행동한 이유는 빈궁하고 사람들에게 경시를 받았으므로 프랑스로 가서 평민의 신분으로 생활하기를 원했기 때문이라고 자신을 변호하였다. 뜨득은 그의 말을 전혀 믿지 않았지만 그가 용서를 빌자 마음이 움직여 그를 용서하였고, 많은 금과 은을 하사하였다.
그러나 홍바오는 황위 탈환의 음모를 포기하지 않았다. 1854년, 그는 무리를 모아 삽혈(歃血)로 맹세하였고, 그들을 국외로 파견해 사람을 모집하게 하였다. 그중 한 사람이 타이와 캄보디아의 변경 지역에서 한 승려를 모집하였고, 그를 후에로 보내 홍바오와 대면하게 하였다. 그러나 홍바오가 승려를 존중하지 않자 승려는 마침내 조정에다 그의 역모를 고발하였다. 홍바오는 체포되어 재판을 받았으며, 혹형을 받고 죄행을 자백하여 율에 따라 능지형이 선고되었다. 자유태후는 뜨득에게 그를 능지형 대신 종신토록 감옥에 가두도록 하게 했다. 그해 음력 2월, 홍바오가 미소(縻所)에서 스스로 목을 매달아 자살하니, 향년 29세였다. 그의 시신은 장례 절차도 없이 간략하게 매장되었다. 뜨득은 홍바오의 자식들을 모두 사형에서 사면하는 대신 홍바오와 함께 종적(宗籍)에서 삭제하고, 홍바오의 모친의 성인 딘(丁)으로 성씨를 바꾸고 카인호아성으로 유배하였다.
1866년, 홍바오의 첫째 아들 딘다오(丁導)가 도안흐우쯩, 도안흐우아이(段有愛), 도안뜨쯕(段司直), 쯔엉쫑호아(張仲和), 팜르엉 등과 함께 만년기(萬年基)를 건설하는 공인들을 선동하여 반란을 일으켰지만 실패하고 체포되었다. 그해 9월 24일, 뜨득이 홍바오의 모든 자손들을 교살하였다.
타인타이 10년(1898년), 타인타이 황제가 그의 명예를 회복시켰다. 그의 봉작인 안풍공을 회복시켰으며, 진성군왕(泰盛郡王) 응우옌푹홍포의 8번째 아들인 응우옌푹응떤(베트남어: Nguyễn Phúc Ưng Tân / 阮福膺騂 완복응신)을 봉국랑(奉國郞)으로 삼아 홍바오의 제사를 주관하게 하였다.
타인타이 11년(1899년), 시호를 공숙(恭肅)이라고 하였다.
카이딘 연간에 조정에서 그를 안풍군왕(베트남어: An Phong Quận Vương / 安豐郡王)에 추봉하였고, 시호를 고쳐 단장(端莊)이라고 하였다. 이후 응우옌푹응떤을 홍바오의 후사로 입양보냈고, 이름을 고쳐 응톤(베트남어: Ưng Thôn / 膺村)이라고 한 뒤 안풍현공(安豐縣公)에 봉하였다.

## 자녀
아들 9명과 딸 8명을 두었다. 안풍공방(安豐公房)의 자손들은 뜨득이 하사한 촌(寸) 자부(字部)를 따라 이름의 둘째 글자를 지었다.

### 아들
- 첫째 딘다오(베트남어: Đinh Đạo / 丁導 정도) - 본명은 응우옌푹응푹(베트남어: Nguyễn Phúc Ưng Phúc / 阮福膺福 완복응복)이다. 후에 촌 자부를 따라 응우옌푹응다오(베트남어: Nguyễn Phúc Ưng Đạo / 阮福膺導 완복응도)로 개명하였다. 생모는 쩐티투이(陳氏瑞)이다. 뜨득 20년(1866년), 모반하여 모친, 동생 3명, 전처 및 자녀 2명과 함께 살해되었다.[12][13][14]
- 둘째 딘뜨(베트남어: Đinh Tự / 丁寺 정사) - 본명은 응우옌푹응뜨(베트남어: Nguyễn Phúc Ưng Tự / 阮福膺寺 완복응사)이다. 1866년에 살해되었다.[12][13][14]
- 셋째 딘쭈옌(베트남어: Đinh Chuyên / 丁傳 정전) - 본명은 응우옌푹응쭈옌(베트남어: Nguyễn Phúc Ưng Chuyên / 阮福膺傳 완복응전)이다. 1866년에 살해되었다.[12][13][14]
- 넷째 딘뜨엉(베트남어: Đinh Tương / 丁將 정장) - 본명은 응우옌푹응뜨엉(베트남어: Nguyễn Phúc Ưng Chuyên / 阮福膺將 완복응장)이다. 1866년에 살해되었다.[12][13][14]
- 양자 응우옌푹응톤(阮福膺村) - 주이떤 4년(1910년)에 안풍현공에 봉해졌다.